# Palpomyia exotica
Palpomyia exotica är en tvåvingeart som beskrevs av Nie och Li 2006. Palpomyia exotica ingår i släktet Palpomyia och familjen svidknott. Inga underarter finns listade i Catalogue of Life.